# أورس لينسي
أورس لينسي (من مواليد 29 يونيو 1949) هو رياضي سويسري ومدير مالي شغل منصب الأمين العام للاتحاد الدولي لكرة القدم (2002-2007) ورئيس نادي غراسهوبر زيوريخ (2010-2011).

## حياته وتعليمه
درس لينسي الاقتصاد وحصل على درجة الدكتوراه من جامعة سانت جالن. أمضى أكثر من 20 عامًا في بنك كريدي سويس، بما في ذلك دوره كرئيس لقسم التأجير. لعب كرة القدم في دوريات الهواة الصغيرة وفرق الجامعة. أنهت إصابتة في الركبة مسيرته كلاعب، عمل حكماً لكرة القدم لمدة عامين. في منتصف الثمانينيات، بدأ المشاركة في رياضات التحمل، وفي عام 1988، شارك في مسابقة ثلاثية في هاواي. في عام 1989. انضم إلى مجلس إدارة شركة إيريسيس في عام 2009، وأصبح رئيسًا لمجلس إدارة بنك سبارهافن زيورخ في أغسطس 2011.

## حياة مهنية
تولى لينسي منصب المدير المالي للاتحاد الدولي لكرة القدم (فيفا) في يوليو 1999، ثم عُين نائبًا للأمين العام في يناير 2000. وفي 17 ديسمبر 2002، أصبح أمينًا عامًا للفيفا في اجتماع عُقد في مدريد، واستمر في هذا المنصب حتى يونيو 2007. خلال تلك الفترة، قاد عملية إعادة الهيكلة المالية للفيفا وأشرف على بناء مقرها الرئيسي.
انضم لينسي إلى الفيفا عام 1999 بناءً على توصية هاينز شورتنبرجر، رئيس قسم الرياضة والترفيه الدولي (ISL)، الذي كان مسؤولًا عن تسويق حقوق الرعاية والبث التلفزيوني لأحداث الفيفا قبل أن تعلن الشركة إفلاسها في عام 2001. في منتصف عام 2002، قدّم لينسي التقرير المالي للفيفا خلال مؤتمر استثنائي في سيول، وكان له دور محوري في حملة إعادة انتخاب سيب بلاتر. وتمكن من الفوز بمنصب الأمين العام رغم المنافسة الشديدة، ليصبح السويسري الخامس الذي يتولى هذا المنصب. وخلال فترة توليه، قاد عملية منح حقوق الترخيص لكأس العالم 2010 و2014، وأعاد التفاوض بشأن الشروط المتعلقة بكأس العالم 2006 مع الاتحاد الألماني لكرة القدم.
في ديسمبر 2005، أعلن لينسي أن الفيفا يتوقع تحقيق فائض مالي لا يقل عن 110 ملايين يورو من كأس العالم 2006، ما عزز القاعدة المالية للاتحاد. وفي مارس 2007، أعلن بلاتر أن أرباح الفيفا لعام 2006 بلغت 187 مليون يورو، وتوقع مضاعفة عائدات البث التلفزيوني لكأس العالم 2010، حيث بدأ الفيفا ببيع حقوق البث لبعض الأسواق بشكل فردي لأول مرة.
واجه لينسي تحديات إدارية خلال ولايته، منها محاولته الفاشلة لإقالة نائبه جيروم شامبين في عام 2005، بالإضافة إلى إقالة اثنين من كبار مسؤولي قسم المالية في فبراير 2006، مما أظهر تراجع سلطته. وفي يوليو 2007، أعلن الفيفا إقالة لينسي، وهو ما اعتبرته وسائل الإعلام السويسرية بمثابة "تضحية" لدعم إعادة انتخاب بلاتر. بعد إقالته، تولى ماركوس كاتنر مسؤولياته بشكل مؤقت، وفي أكتوبر 2007، أكد الفيفا صرف مكافأة نهاية الخدمة للينسي بقيمة تزيد عن 7 ملايين يورو. في سبتمبر 2009، عُين لينسي رئيسًا تنفيذيًا لنادي غراسهوبر زيوريخ. وتولى منصب رئيس النادي من فبراير 2010 إلى أبريل 2011.

## الجدل
في مارس 2016، تناول تقرير صادر عن شركة المحاماة "فريشفيلدز بروكهاوس ديرينجر" الجدل المحيط بدور لينسي في دفع مبلغ قدره 6.7 مليون يورو لرئيس شركة أديداس، روبرت لويس دريفوس، في أبريل 2005، وذلك ضمن سياق عرض الاتحاد الألماني لكرة القدم لاستضافة كأس العالم 2006. وفي يونيو 2016، أورد موقع إخباري سويسري أن مكتب المدعي العام الفيدرالي السويسري بدأ تحقيقات في القضية.
بحلول أغسطس 2019، وُجهت اتهامات ضد لينسي إلى جانب مسؤولين سابقين في الاتحاد الألماني لكرة القدم، وهم ثيو زفانزيجر، وفولفجانج نيرسباخ، وهورست آر شميدت. تُركز الاتهامات على دور لينسي في قضية محتملة للمساعدة في التهرب الضريبي، حيث يُزعم أن المعاملة المالية المثيرة للجدل ساهمت في سداد قرض مرتبط بفرانز بيكنباور، وتم تمريرها عبر حساب في الاتحاد الدولي لكرة القدم.